# Denys Šelichov
Denys Vasyl'ovyč Šelichov (in ucraino Денис Васильович Шеліхов?; Cherson, 23 giugno 1982) è un calciatore ucraino, portiere del Slavija-Mazyr.

## Carriera

### Club
Conta 25 presenze nella prima divisione bielorussa, 20 presenze complessive nella prima divisione ucraina distribuite in quattro stagioni e una presenza nella prima divisione georgiana.

### Nazionale
Ha giocato nella nazionale ucraina Under-21.

## Palmarès

### Club

#### Competizioni nazionali
- Coppa di Georgia: 1

Saburtalo Tbilisi: 2019
- Supercoppa di Georgia: 1

Saburtalo Tbilisi: 2020